# Devil May Care
Devil May Care (A Essência do Mal, no Brasil e em Portugal) é um romance de James Bond escrito por Sebastian Faulks. Foi publicado pela Penguin Books em 28 de maio de 2008, centenário do nascimento de Ian Fleming, o criador de Bond. A história se centra na investigação de Bond sobre o Dr. Julius Gorner, um químico megalomâniaco com um enorme ódio pela Inglaterra.
Faulks escreveu o livro seguindo o estilo de Fleming, e o romance carrega o crédito "Sebastian Faulks escrevendo como Ian Fleming"; ele também o colocou na mesma época que os livros originais, seguindo os eventos do último livro escrito por Fleming antes de sua morte, The Man with the Golden Gun. Ele ignorou a influência de outros autores de Bond e dos filmes, produzindo uma caracterização de Bond ao estilo da de Fleming.
Devil May Care foi bem recebido pela crítica e entrou nas listas de mais vendidos uma semana após seu lançamento, vendendo 44.093 cópias em quatro dias para se tornar o livro de ficção mais vendido atrás dos livros da série Harry Potter. Faulks afirmou que, apesar de ter gostado muito de ter escrito o livro, ele não escreveria mais nenhum romance de Bond.

## Enredo
A história se passa na década de 1960. Uma execução ritual nos arredores de Paris inicia uma cadeia de eventos: uma leva de narcóticos ameaça entrar no Reino Unido, um avião comercial britânico desaparece sobre o Iraque e a ameaça de guerra surge no Oriente Médio. Bond é instruído por M a investigar o Dr. Julius Gorner e seu guarda-costas, Chagrin. Bond é informado que sua performance será monitorada e que um novo agente 00 está esperando para substituí-lo se alguma coisa der errado.
Bond viaja até o Império do Irã para investigar. Gorner é dono de fábricas e produz produtos farmacêuticos legais, porém o MI6 suspeita dele. Durante sua invetigação, Bond identifica Gorner através de sua deformação na mão, e acaba estabelecendo a complicidade de Gorner em um esquema para contrabandear drogas baratas para a Europa e iniciar um ataque terrorista contra a União Soviética, cuja retaliação irá devastar o Reino Unido. O ataque usará o avião comercial britânico sequestrado e um ecranoplano. Bond é auxiliado em sua investição por Scarlett Papava, Darius Alizadeh (chefe da estação de inteligência local), JD Silver (um agente no local) e Felix Leiter.
Bond é eventualmente capturado por Gorner dentro de sua fábrica de heroína, que explica que ele será usado como isca durante uma entrega de drogas no meio do deserto e, depois de sobreviver a uma esperada emboscada, irá voar o avião comercial até o meio do território russo. Bond seria identificado como britânico e destruído, aumentando as provas contra seu governo. Bond sobrevive à emboscada afegã e planeja uma tentativa de fuga; Scarlett foge enquanto Bond finge estar se rendendo para criar uma distração. Ele é recapturado, colocado em uma cela e posteriormente levado ao avião. Antes do avião comercial bombardiar os soviéticos, Bond retoma o controle da aeronave com a ajuda do piloto e de Scarlett (que estava escondida abordo) e a derruba, se salvando ao pular de paraquedas.
Enquanto isso, Leiter e Alizadeh informam Silver de um segundo ataque. Descobre-se que Silver é um agente duplo quando ele não ordena um ataque contra o ecranoplano e tentar matar Leiter e Alizadeh. No tiroteio, Alizadeh consegue ordenar o ataque aéreo ao custo de sua vida e Leiter apenas sobrevive devido a chegada de seu taxista, Hamid. O ecranoplano é destruído por bombardeiros Vulcan da Força Aérea Real antes de alcançar seu alvo. Bond e Scarlett escapam pela Rússia porém são perseguidos por Chagrin, que é morto por 007 em um trem. Mais tarde Gormer tenta matá-los em um barco, porém Bond o empurra para fora e ele é morto pela hélice. Com a eliminação de Chagrin e Gorner, Bond considera a missão um sucesso e vai se encontrar com o novo agente 00 que M havia deixado esperando caso algo acontecesse de errado, designado como 004. Descobre-se que ele é na verdade Scarlett, que explica a situação dizendo que a história de sua irmã era uma mentira para convencê-lo a deixá-la entrar na missão. Scarlett acreditava que se Bond soubesse que ela era um agente 00 em potencial ele não teria trabalhado com ela. Bond volta ao serviço normal e Scarlett segue em frente em suas próprias operações como 004.

## Personagens e temas
O personagem principal do romance é James Bond, o agente ficcional do MI6 criado por Ian Fleming. Faulks moldou sua versão do personagem na versão de Fleming, ignorando outros autores e os filmes; ao ser entervistado, Faulks disse que "Meu Bond é o Bond de Fleming – não é Connery, ou Moore ou Craig, mesmo com todos tendo os seus charmes", complentando ao dizer "meu Bond bebe e fuma mais do que nunca". Faulks viu Bond como um homem em constante perigo: "Este Bond, este herói solitário com sapatos macios e uma única arma, era um homem em enorme perigo. Você teme por ele". Em outras ocasiões ele voltou a comentar sobre o tema, descrevendo o personagem como "um homem bem vulnerável, com seu terno caro, sapatos macios e uma arma ridicularmente de baixa potência. Ele entra em situações terríveis, e está sempre sozinho – você se preocupa pela segurança dele".
Com o romance seguindo a partir de The Man with the Golden Gun, Bond ainda está em estado de declíneo após a morte de sua esposa, e foi forçado a entrar em licença por ordens médicas. Sua mente e corpo estavam sentindo os efeitos de suas missões anteriores e seu estilo de vida, começando a considerar a oferta de M para um trabalho burocrático; antes de tomar uma decisão, M o envia para mais uma missão.
Para a principal personagem feminina do livro, Faulks criou Scarlett Papava, uma agente do MI6 que é promovida a 00 ao final do romance. O acadêmico Tony Garland percebeu uma semelhança entre Papava e Fredericka von Grüsse, criada por John Gardner, já que ambas criam "uma tensão entre missão e desejo". Faulks considerou que: "Minha protagonista feminina – a 'Bond girl' – tem um pouquinho mais de profundidade que as mulheres de Fleming, mas não à custa de glamour", apesar de Christopher Hitchens ter reclamado que "quase não há sexo até as últimas páginas".
O antagonista principal é o Dr. Julius Gorner, um quimíco cuja mão direita se assemelha à de um macaco, coberta por pêlos e sem o polegar opositor. O escritor Ian Thomson vê Gorner como "um vilão para revalizar com o meio-chinês Dr. Julius No, o descrevendo como "uma megalomâniaco da linhagem cruel de Tamburlaine". Quando caçoado por sua mão enquanto estudava na Universidade de Oxford, ele ficou obcecado por destruir a Inglaterra. Gorner nasceu na Lituânia, uma referência feita por Faulks ao passado bâltico de Auric Goldfinger, enquanto que sua trapaça no jogo de tênis contra Bond foi uma referência ao jogo de golfe com Goldfinger. Chagrin, o servo asiátivo de Gorner, é semelhante a Oddjob – que também ajuda seu chefe a trapacear. O acadêmico Marco DiPaolo notou similaridades entre os planos de Gorner para tomar controle da mídia e destruir a cultura britânica com as ações de Rupert Murdoch.
O tema principal do romance são as drogas, que Faulks disse ter vindo em parte do período histórico em que o romance se passa e também porque Fleming nunca o usou proeminentemente: "1967, o verão do amor ... as Drogas estavam aparecendo para o público. Os Stones foram pegos, e houve também aquele líder famoso no The Times. E, sabe, sobre o quê estamos falando o tempo todo agora? Drogas. Ainda é muito ressonante. E há pouco sobre drogas em Fleming. Não é algo que ele lidou com profundidade". Faulks também queria ampliar o aspecto da história em comparação com Fleming: "O livro se passa durante a Guerra Fria, e eu queria que não fosse apenas uma história policial, mas também tivesse um fundo político. [...] Eu queria que as questões ainda estivessem vivas conosco hoje".

## Criação

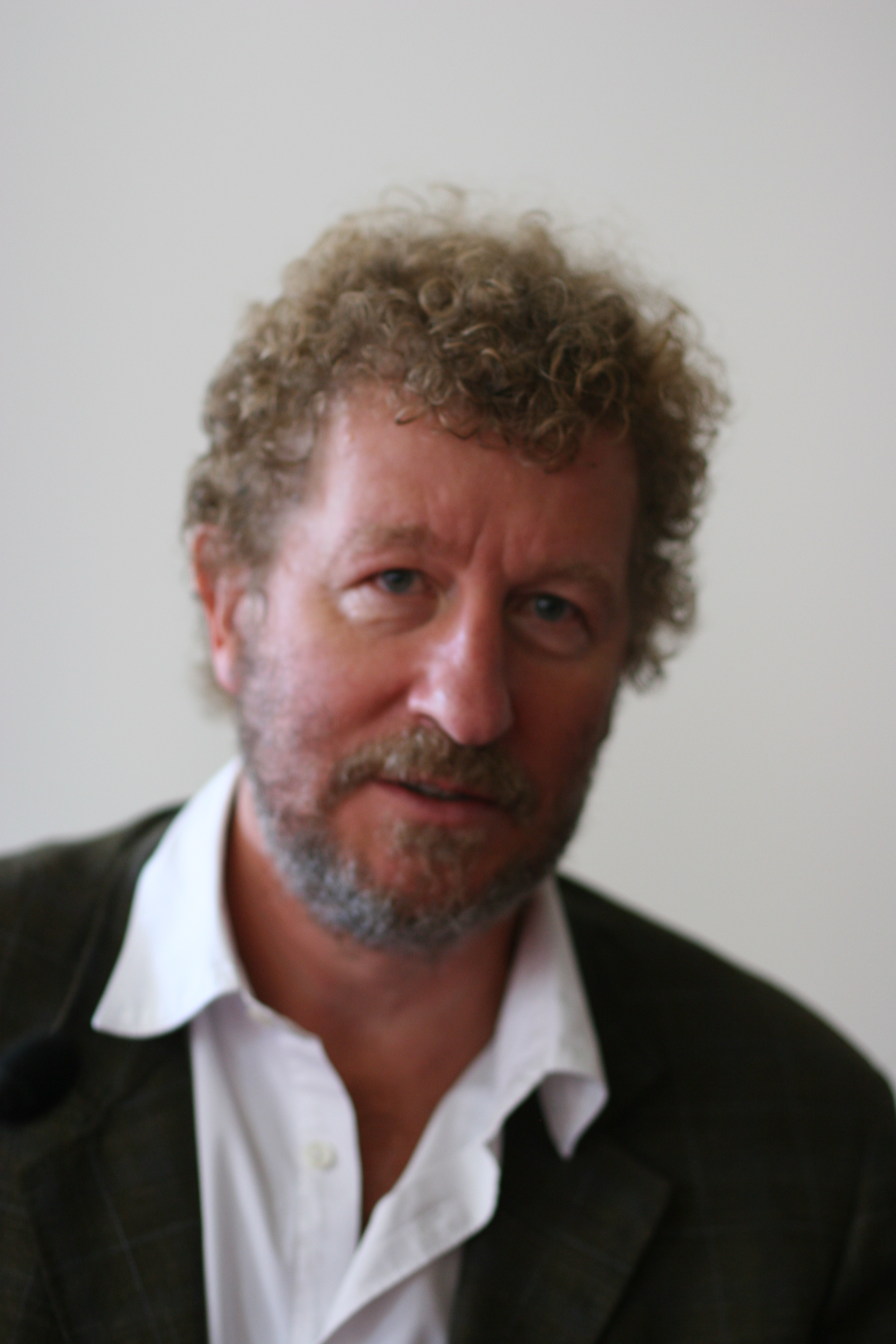
Sebastian Faulks, autor de Devil May Care.

Em maio de 2006, Sebastian Faulks foi abordado pela Ian Fleming Publications e recebeu um pedido para escrever um romance para o centenário de Ian Fleming. Apesar de ter inicialmente recusado, ele foi persuadido após reler os romances de Fleming e depois da companhia ter lhe entregue um artigo escrito por Fleming em 1962 – "How to Write a Thriller" – que revelava que ele havia escrito todos os romances de Bond em apenas seis semanas. Faulks copiou elementos da rotina de Fleming, brincando que "Em sua casa na Jamaica, Ian Fleming costumava escrever 1 000 palavras pela manhã, então ele iria mergulhar, bebia um cocktail, almoçaria no terraço, mergulharia de novo, outras 1 000 palavras no final da tarde, então mais martinis e mulheres glamourosas. Na minha casa em Londres, eu segui exatamente a mesma rotina, exceto os cocktails, o almoço e o mergulho".
O romance carrega o crédito incomum "Sebastian Faulks escrevendo como Ian Fleming" e Faulks descreveu como – usando o artigo de Fleming – ele empregou o mesmo estilo que o autor usou em seus livros: "é padrão jornalístico: sem ponto e vírgula, poucos advérbios, poucos adjetivos, frases curtas, muitos verbos, um monte de substantivos concretos. Estas são as ferramentas, e isto é literalmente o estilo". Faulks também comentou que "algumas pessoas acharam desconcertante [o crédito], mas eu acho que, pela forma como o livro foi apresentado, ... é um jeito inteligente de mostrar que não é um livro meu, apesar de, é claro, ser um livro meu". Grande parte de Devil May Care se passa na Pérsia (atual Irã); é uma área que Fleming não havia lidado em seus romances, descrita como "cheia de ladrões e bandidos". Faulks disse que Fleming "não colocou nenhum de seus livros aqui, o que é surpreendente de certa forma porque o Líbano dos anos 60 seria um exelente lugar para uma história de Bond. Porém a perda dele é ganho meu".
Faulks era conhecido por seus romances de sucesso Charlotte Gray, Birdsong e On Green Dolphin Street. Ele foi o quinto autor a escrever um romance original de Bond para a Ian Fleming Publications (antiga Glidrose Productions) após Fleming. Kingsley Amis (sob o pseudônimo "Robert Markham") escreveu Colonel Sun, John Gardner escreveu catorze romances originais e duas romantizações e Raymond Benson produziu seis romances originais e três romantizações. Além deles, Christopher Wood havia escrito duas romantizações dos filmes, enquanto Charlie Higson e Samantha Weinberg (sob o pseudônimo "Kate Westbrook") escreveram romances relacionados a Bond.
Faulks afirmou que Devil May Care seria seu único romance de Bond, dizendo: "Uma homenagem, um centenário, um livro", completando "Meu contrato me oferecia um segundo, mas definitivamente não ... 'A primeira é divertida, a segunda boba, a terceira um tapa' como o ditado de babá diz. Mas eu acho que seria um bom trabalho para outra pessoa". Ele viu seu romance como uma continuação do trabalho de Fleming, dizendo "Eu tentei tirar os filmes da cabeça", também afirmando que "Eu em preparei de forma pedante lendo todos os livros em ordem cronológica, e quanto cheguei ao final escrevi o meu".

## Lançamento e repercussão
Devul May Care foi publicado no Reino Unido em 28 de maio de 2008, centenário no nascimento de Ian Fleming. A versão em capa dura publicada pela Penguin Books tinha 295 páginas e custava £ 18.99. Ele foi publicado pela Doubleday nos Estados Unidos. Quatrocentas mil cópias de capa dura foram impressas para o lançamento no Reino Unido e nos EUA. A arte da capa tinha a modelo Tuuli Shipster; ela disse, "Fiquei emocionada quando a Penguin me escolheu para ser sua Bond girl. É fantástico estar envolvida em algo tão icônico". A foto da capa foi tirada pelo fotógrafo e diretor britânico Kevin Summers. O projeto gráfico foi criado pela agência The Partners.
No Reino Unido, Devil May Care entrou nas listas dos mais vendidos ao final de sua primeira semana, vendendo 44 093 cópias em apenas quatro dias; isso fez dele o livro de ficção mais rapidamente vendido após os títulos da série Harry Potter. A Waterstones afirmou ter vendido dezenove mil cópias nos primeiros quatro dias de venda. O livro foi lançado em brochura no Reino Unido no dia 28 de maio de 2009.
Um dia antes de seu lançamento, a festa para a imprensa divulgando a publicação do livro incluiu Shipster trazendo cópias do livro pelo Rio Tâmisa em lanchas até o HMS Exeter, enquanto dois helicópteros Westland Lynx circulavam o navio. O navio, junto com sua tripulação de 205 homens, foram empreestados pela Marinha Real Britânica especialmente para a ocasião.